# Ilona Silai
Dans le nom hongrois Silai Ilona, le nom de famille précède le prénom, mais cet article utilise l’ordre habituel en français Ilona Silai, où le prénom précède le nom.
 (juin 2025).
Si vous disposez d'ouvrages ou d'articles de référence ou si vous connaissez des sites web de qualité traitant du thème abordé ici, merci de compléter l'article en donnant les références utiles à sa vérifiabilité et en les liant à la section « Notes et références ».
Ilona Silai, née Ilona Gergely le 14 octobre 1941 à Kolozsvár (royaume de Hongrie) et morte le 27 juin 2025, est une athlète roumaine d'ethnie magyare, vice-championne olympique sur 800 m.

## Jeux olympiques
Ilona Silai a pris part quatre fois aux Jeux olympiques d'été. En 1968, elle a remporté la médaille d'argent sur 800 m avec un temps de 2 min 05 s 58 derrière l'Américaine Madeline Manning. Quatre ans plus tard à Munich, elle se classait sixième sur 800 m en 2 min 00 s 04. En 1976, elle échoua en demi-finales sur 800 m et lors des qualifications sur 1 500 m. Pour sa dernière participation aux jeux, en 1980 à Moscou, elle termina huitième de la finale du 1 500 m en 4 min 02 s 98.

## Championnats d'Europe
Ilona Silai ne s'est qualifiée qu'une seule fois pour une finale de championnats d'Europe en plein air. C'était en 1969 et elle se classa cinquième sur 800 m. Elle connut plus de succès en salle, obtenant deux fois l'argent sur 800 m en 1971 et 1972 et l'or sur 1 500 m en 1978.
En 1977, elle est la meilleure performeuse mondiale de l'année sur le 800 m dans le temps de 1 min 57 s 4 devant la Bulgare Petrova et elle est en outre la deuxième performeuse sur le 1500 m en 4 min 4 s 2 derrière sa compatriote Maracescu[réf. nécessaire].

## Palmarès

### Jeux olympiques
- Jeux olympiques de 1968 à Mexico ( Mexique) 
  -  Médaille d'argent sur 800 m
- Jeux olympiques de 1972 à Munich ( Allemagne de l'Ouest) 
  - 6e sur 800 m
- Jeux olympiques de 1976 à Montréal ( Canada) 
  - éliminée en demi-finale du 800 m
  - éliminée en série du 1 500 m
- Jeux olympiques de 1980 à Moscou ( Union soviétique) 
  - 8e sur 1 500 m

### Championnats d'Europe d'athlétisme
- Championnats d'Europe d'athlétisme de 1969 à Athènes ( Royaume de Grèce)
  - 5e sur 800 m

### Championnats d'Europe d'athlétisme en salle
- Championnats d'Europe d'athlétisme en salle de 1971 à Sofia ( Bulgarie)
  -  Médaille d'argent sur 800 m
- Championnats d'Europe d'athlétisme en salle de 1972 à Grenoble ( France)
  -  Médaille d'argent sur 800 m
- Championnats d'Europe d'athlétisme en salle de 1974 à Göteborg ( Suède)
  - 4e sur 1 500 m
- Championnats d'Europe d'athlétisme en salle de 1978 à Milan ( Italie)
  -  Médaille d'or sur 1 500 m